# Jonas Varkala
Jonas Varkala (ur. 23 marca 1951 w Pažėrai w rejonie kowieńskim) – litewski ksiądz katolicki, polityk, poseł na Sejm Republiki Litewskiej.

## Życiorys
W 1969 został absolwentem szkoły średniej w Prenach, po czym przez kilka lat leczył się na gruźlicę. Kształcił się od 1972 w technikum i pracował w przemyśle. Od 1975 do 1980 studiował w Seminarium Duchownym w Kownie, po czym przyjął święcenia kapłańskie. Do 2012 pracował jako wikariusz i proboszcz w kilku parafiach w tym pod koniec tego okresu w Godlewie.
Jonas Varkala zaangażował się w działania wspierające sędzię Neringę Venckienė w walce o prawo do opieki nad córką jej brata Drąsiusa Kedysa. Uczestniczył w 2012 w wiecach i czuwaniach przed jej domem oraz innych akcjach mających na celu niedopuszczenie do odebrania ciotce dziecka i przekazania go – zgodnie z prawomocnym orzeczeniem sądu – matce. Stanął na czele partii Droga Odwagi powołanej przez osoby związane z tym ruchem, w konsekwencji złożył wniosek o zawieszenie go w obowiązkach duchownego. W wyborów parlamentarnych w tym samym roku jego ugrupowanie przekroczyło próg wyborczy, jeden z uzyskanych przez nie mandatów poselskich przypadł Jonasowi Varkali.